# René Wuillemin
René Wuillemin né le 16 février 1941 à Servion est un compositeur, typographe, graphiste et scénariste suisse de bande dessinée,. Il a été scénariste de la série Guillaume Tell, ainsi que de l'album Pompon la lumière.

## Biographie
René Wuillemin est l'un des fondateurs de l'agence de communication Publipartner, à Genève, en 1968. Il la dirige pendant près de quarante ans, avant de céder sa place en 2008. Il remporte en 1984 un concours d'affiche nommé « Lausanne, ville olympique ». Le premier album de la série Guillaume Tell, intitulé On a volé le pacte! et réalisé en collaboration avec Carlo Trinco, paraît en décembre de la même année.
En 1988, René Wuillemin présente un projet de parc d'attractions consacré à Guillaume Tell et nommé Tell Paradise. Ce projet, qui devait voir le jour dans la commune de Saint-Maurice, en Suisse, est abandonné en 1990 faute de moyens.